# Miguel Ángel Peña Cáceres
Miguel Ángel Peña Cáceres (Loja, Granada, 8 de julio de 1970). Fue un ciclista español, profesional entre 1994 y 2001. 
Su mayor éxito deportivo fue la victoria en la clasificación general en la Vuelta a Andalucía en la edición de 2000.Actualmente es director deportivo.

## Palmarés
| 1998 - 1 etapa en la Dauphiné Libéré 2000 - Vuelta a Andalucía y 1 etapa |

## Equipos
- Mapei-Clas (1994)
- Mapei-GB (1995-1996)
- Banesto (1997-1999)
- ONCE-Deutsche Bank (2000)
- ONCE-Eroski (2001)